# Hannia greenwayi
Hannia greenwayi és una espècie de peix pertanyent a la família dels terapòntids i l'única del gènere Hannia.

## Descripció
- Pot arribar a fer 14 cm de llargària màxima (normalment, en fa 8).[4][5][6]

## Alimentació
És omnívor i la seua dieta inclou algues i petits invertebrats.

## Hàbitat
És un peix d'aigua dolça, bentopelàgic i de clima tropical (16°S-17°S).

## Distribució geogràfica
Es troba a l'oest d'Austràlia: el riu Hann.

## Observacions
És inofensiu per als humans.